# Watafuk?!
Watafuk?! è un singolo del rapper russo Morgenštern e del rapper statunitense Lil Pump, pubblicato il 13 novembre 2020.

## Tracce
Testi di Ališer Tagirovič Morgenštern e Gazzy Garcia, musiche di Slava Marlow.
1. Watafuk?! – 2:28

## Formazione
- Morgenštern – voce
- Lil Pump – voce
- Slava Marlow – arrangiamento, produzione

## Classifiche
| Classifica (2020) | Posizione massima |
| ----------------- | ----------------- |
| Lituania          | 83                |